# Paulinet

Paulinet este o comună în departamentul Tarn din sudul Franței. În 2009 avea o populație de 538 de locuitori.

## Evoluția populației
| An        | 1975 | 1982 | 1990 | 1999 | 2006 | 2009 |
| --------- | ---- | ---- | ---- | ---- | ---- | ---- |
| Populație | 842  | 717  | 620  | 570  | 553  | 538  |